# 穆舜英
穆舜英（1932年12月—2008年2月21日），上海人，中华人民共和国考古学家。是首位成功进入罗布泊，前往楼兰地区考察的女性考古学家。1960年毕业于北京大学历史学系考古专业，此后职于中国科学院新疆分院考古研究所（后新疆维吾尔自治区文物考古研究所），先后任所长、名誉所长。穆舜英还兼任中国中亚文化研究会秘书长、中国敦煌吐鲁番学会副秘书长等职。
穆舜英是中国新疆考古事业的奠基人之一，先后前往喀什、吐鲁番、伊犁、巴州等新疆多地考察。1980年代初期，穆舜英在楼兰故城遗址发现“楼兰美女”。

## 生平
民国二十一年（1932年）12月，穆舜英出生于上海市。民国三十五年（1946年），穆舜英进入上海市复兴中学读书。1949年4月，加入中国共产党，成为地下党员。1949年7月，穆舜英加入中国人民解放军。服役期间，穆舜英获三等功一次，二等功两次。1955年，穆舜英离开部队，转业考入北京大学历史系，就读于考古专业。大学期间，穆舜英是班里的党支部书记。参加拔白旗、插红旗等政治运动。1958年，穆舜英加入全国人民代表大会民族委员会新疆少数民族社会历史调查组，任塔吉克族分组副组长，完成帕米尔高原塔吉克族社会历史文化调查。当年冬季，穆舜英等人前往塔什库尔干塔吉克自治县大同乡进行20多天的调查。此次调查，也让穆舜英认识了自己未来的丈夫，王守礼。
1960年从大学毕业后，穆舜英放弃留在北京或返回上海，而是选择前往中国科学院新疆分院考古研究所。穆舜英抵达新疆的首个考古任务是前往吐鲁番地区，发掘和研究阿斯塔那古墓群。此后穆舜英和考古队员们十余次前往阿斯塔那古墓群，发掘超过400座墓穴，获得近3000件文物。1961年，穆舜英与王守礼结婚。同时期，穆舜英前往伊犁哈萨克自治州考察、调研乌孙文化。1972年，考古研究所与新疆博物馆文物队合并为新疆博物馆考古队，穆舜英任队长。1973年，因坎曼尔诗笺所产生的争议，国家文物局组织发掘若羌县米兰遗址，穆舜英带领新疆博物馆考古队花费2个月对米兰遗址发掘，但最终并未发现决定性证据。1978年，新疆社会科学院成立，在新疆博物馆考古队的基础上，恢复建立新疆社会科学院考古研究所，穆舜英任所长。
1979年，中国中央电视台与日本放送协会合作拍摄电视纪录片《丝绸之路》。《丝绸之路》摄制组与新疆社会科学院考古研究所组成联合考察队，前往罗布泊寻找楼兰古城。联合考察队兵分两队，穆舜英是从敦煌出发沿古丝绸之路至楼兰的主队的负责人，也是考察队唯一一名女性。1980年4月，这支考古队向楼兰出发。穆舜英等人通过此次考察，发掘、调查黑山梁、铁板河、孔雀河南岸等地的遗址、古墓。并重新发现楼兰故城遗址，发掘城内佛塔、官衙、居住区等建筑。另外，穆舜英在对铁板河古墓进行发掘时，找到事后轰动一时的“楼兰美女”。1986年，新疆社会科学院考古研究所改新疆文物考古研究所，隶属新疆维吾尔自治区文化厅，穆舜英任所长。1988年，穆舜英获研究馆员职称。1989年，穆舜英从考古所长之职离休，随即成为新疆文物考古研究所名誉所长。1995年，穆舜英不再任新疆文物考古研究所名誉所长。
离休后的穆舜英依然承担新疆文物、新疆考古等主题研究课题，主编、主持出版《新疆维吾尔自治区通志·文物志》《新疆文物资料选编》等著作、资料。除此之外，穆舜英在1980年以后前往巴基斯坦、法国、日本、意大利、哈萨克斯坦等国家和地区参加学术会议、科学考察等学术活动。2008年2月21日，穆舜英因病在上海市逝世。

## 研究成果
穆舜英编撰过多部学术著作，包括（包括合著）《吐鲁番考古研究概述》（新疆维吾尔自治区社会科学院考古研究所，1982年）、《新疆考古三十年》（新疆人民出版社，1983年）、《新疆古代民族文物》（文物出版社，1985年）、《隋唐五代墓志汇编·新疆卷》（天津古籍出版社，1991年）、《神秘的古城楼兰》（新疆人民出版社，1992年）、《西域艺术》（淑馨出版社，1994年）、《中国新疆古代艺术》（新疆美术摄影出版社，1994年）、《楼兰文化研究论集》（新疆人民出版社，1995年）、《新疆彩陶》（文物出版社，1998年）、《千古之谜：楼兰》（云南人民出版社，2002年）、《楼兰：千年的传奇和千年的谜》（外文出版社，2005年）、《寻找楼兰：一个世纪的发现》（新疆人民出版社，2006年）、《新疆通志·文物志》（新疆人民出版社，2007年）等。